# Gnamptogenys coccina
Gnamptogenys coccina  (лат.) — вид примитивных тропических муравьёв рода Gnamptogenys из подсемейства Ectatomminae. Эндемик Китая.

## Распространение
Встречаются в Восточной Азии: Китай.

## Описание
Длина тела рабочих около 4 мм. От близкого вида Gnamptogenys quadrutinodules отличается формой петиоля (он латерально трапециевидный, а не квадратный) и субпетиолярным выступом (он полигональный, а не квадратный); от вида Gnamptogenys taivanensis отличается более мелкими глазами (с 5 омматидиями в максимальном диаметре, а не 7) и сетчатой скульптурой (а поперечной бороздчатостью). Пронотум дорзально без плечевых зубчиков. Стебелёк между грудкой и брюшком состоит из одного узловидного членика (петиоль). Голову и всё тело покрывают глубокие бороздки. Усики 12-члениковые. Глаза мелкого размера, выпуклые. Челюсти субтреугольные. Вид был впервые описан в 2001 году китайским мирмекологом Shanyi Zhou (Китай).